# Jessie Tuggle
College Football Hall of Fame 2007
(en) Statistiques sur pro-football-reference
Jessie Lloyd Tuggle, Jr., né le 4 avril 1965 à Griffin, est un joueur américain de football américain.
Linebacker, il a joué en National Football League (NFL) pour les Falcons d'Atlanta (1987–2000). Il y était surnommé The Hammer (« Le Marteau »).
Tuggle détient le record de tacles sur une décennie (1990 à 1999) avec 1 293 unités.